# Мордвиново (Муромский район)
Мордвиново — деревня в Муромском районе Владимирской области России, входит в состав Ковардицкого сельского поселения. 

## География
Деревня расположена в 17 км на северо-восток от центра поселения села Ковардицы и в 23 км на северо-восток от Мурома. 

## История
Деревня впервые упоминается в окладных книгах Рязанской епархии 1676 года в составе Булатниковского прихода, в ней было 1 двор приказчиков, 13 дворов крестьянских и 1 бобыльский.
В конце XIX — начале XX века деревня входила в состав Булатниковской волости Муромского уезда. В 1859 году в деревне числилось 22 дворов, в 1905 году — 61 дворов, в 1926 году — 87 дворов.
С 1929 года деревня являлась центром Мордвиновского сельсовета Муромского района, с 1940 года — в составе Булатниковского сельсовета, с 2005 года — в составе Ковардицкого сельского поселения. 

## Население
| 1859 | 1905 | 1926 | 2002 | 2010 | 2012 | 2021 |
| ---- | ---- | ---- | ---- | ---- | ---- | ---- |
| 231  | ↗394 | ↗444 | ↘96  | ↘88  | ↗95  | ↘74  |